# ريتشارد شميتز
ريتشارد شميتز (بالألمانية: Richard Schmitz) (و. 1885 – 1954 م) هو صحفي، وقانوني، وسياسي نمساوي، توفي في فيينا، عن عمر يناهز 69 عاماً.

## مناصب
تولى منصب عضو المجلس الوطني للنمسا ‏
- عمدة فيينا  [لغات أخرى]‏

.